# Mirbelia spinosa
Mirbelia spinosa är en ärtväxtart som först beskrevs av George Bentham, och fick sitt nu gällande namn av George Bentham. Mirbelia spinosa ingår i släktet Mirbelia och familjen ärtväxter. Inga underarter finns listade i Catalogue of Life.